# Aclitus sappaphis
Aclitus sappaphis är en stekelart som beskrevs av Hajimu Takada och Shiga 1974. Aclitus sappaphis ingår i släktet Aclitus och familjen bracksteklar. Inga underarter finns listade i Catalogue of Life.